# Eutrema botschantzevii
Eutrema botschantzevii là một loài thực vật có hoa trong họ Cải. Loài này được (D.A.German) Al-Shehbaz & Warwick mô tả khoa học đầu tiên năm 2005.